# Saint-Julien-aux-Bois
Saint-Julien-aux-Bois település Franciaországban, Corrèze megyében. Lakosainak száma 435 fő (2022. január 1.). Saint-Julien-aux-Bois Cros-de-Montvert, Pleaux, Auriac, Darazac, Rilhac-Xaintrie, Saint-Cirgues-la-Loutre és Saint-Privat községekkel határos.

## Népesség
A település népessége az elmúlt években az alábbi módon változott:
| Lakosok száma | 764  | 627  | 584  | 481  | 486  | 466  | 466  | 452  | 445  | 435  |
|               | 1968 | 1982 | 1990 | 2006 | 2013 | 2015 | 2017 | 2019 | 2020 | 2022 |